# M1942 (銃剣)
M1942銃剣（M1942 Bayonet）は、1942年-1943年の間に製造されたM1905銃剣（M1905 Bayonet）の通称である。刃渡りは16インチ (41 cm)、握りは4インチ (10 cm)。

## 概要
M1942銃剣なる呼称は、主にコレクター間で利用される愛称であり、調達時の名称はあくまでもM1905銃剣である。1941年の太平洋戦争勃発によってM1ガーランド小銃が戦時増産体制に突入すると、これに伴って銃剣も大量に生産する必要が出てきた。こうして生産性を高めるべく、M1905銃剣の再設計が行われ、1942年に改めて採用されたのである。従来のM1905では木製だった握りの部分が新型では樹脂製に変更されており、これが外見上の特徴となる。事実上の同等品であるためにM1905銃剣とM1942銃剣は完全な互換性を保っており、いずれのM1903小銃およびM1ガーランド小銃も双方の銃剣を使用することが可能であった。

## 短縮
1943年、アメリカ陸軍はより短い銃剣の有用性を認め、M1905およびM1942銃剣を回収し、刃渡りを10インチ (25 cm)まで切り詰めて再配備した。こうした短縮形のM1905銃剣およびM1942銃剣は共に区別なくM1905E1銃剣（M1905E1 bayonet）と呼ばれた。また、新たに生産された10インチ銃剣にはM1銃剣（M1 Bayonet）の名称が与えられた。
| American Fork and Hoe     | 350,000 | 23% |
| Oneida, Limited           | 235,000 | 16% |
| Pal Blade and Tool        | 250,000 | 17% |
| Utica Cutlery             | 225,000 | 15% |
| Union Fork and Hoe        | 385,000 | 26% |
| Wilde Drop Forge and Tool | 60,000  | 4%  |